# IC 3269
IC 3269 је спирална галаксија у сазвјежђу Береникина коса која се налази на листи објеката дубоког неба у Индекс каталогу.
Деклинација објекта је + 27° 26' 5" а ректасцензија 12h 24m 4,2s. Привидна величина (магнитуда) објекта IC 3269 износи 16,2 а фотографска магнитуда 17,0.